# Maesa ramentacea
Maesa ramentacea är en viveväxtart som först beskrevs av William Roxburgh, och fick sitt nu gällande namn av A. Dc. Maesa ramentacea ingår i släktet Maesa och familjen viveväxter. Inga underarter finns listade i Catalogue of Life.